# اغتيال أبراهام لينكون
اغتيل رئيس الولايات المتحدة السادس عشر أبراهام لينكون يوم جمعة الآلام، بتاريخ 14 أبريل 1865 بينما كان يحضر مسرحية قريبنا الأمريكي في مسرح فورد وكانت الحرب الأهلية الأمريكية على وشك الانتهاء. وقعت عملية الاغتيال بعد خمسة أيام من استسلام روبرت إدوارد لي قائد الجيش الكونفدرالي لفيرجينيا الشمالية للفريق يوليسيس جرانت للجيش الاتحاد لبوتوماك منهياً بذلك الحرب الأهلية. لينكون كان الرئيس الأمريكي الأول الذي تم اغتياله، بالرغم من محاولة غير ناجحة لقتل الرئيس أندرو جاكسون قبل ثلاثين عاماً سنة 1835. عملية اغتيال لينكون خطط لها الممثل المسرحي المعروف جون ويلكس بوث في محاولة منه لإحياء قضية الولايات الكونفدرالية.
شركاء بوث كانوا لويس باول وديفيد هيرولد الذي تم تعيينه لقتل وزير الخارجية الأمريكي ويليام سيوارد، وجورج أتزيريدت الذي عُين لقتل نائب الرئيس أندرو جونسون. أملَ بوث وشركاؤه عن طريق القضاء على أهم ثلاث أشخاص في الإدارة أن يسقطوا الحكومة الأمريكية. أطلق النار على لينكون بينما كان يشاهد مسرحية «قريبنا الأمريكي» برفقة زوجته ماري تود لينكون في مسرح فورد في العاصمة، وتوفي في بدايات الصباح التالي، أما خطة الآخرين فقد فشلت، حيث أن باول استطاع جرح سيوارد، أما أتزيريدت الذي كان عليه قتل جونسون فقد أعصابه وهرب إلى واشنطن.

## الخطة الأصلية: اختطاف الرئيس

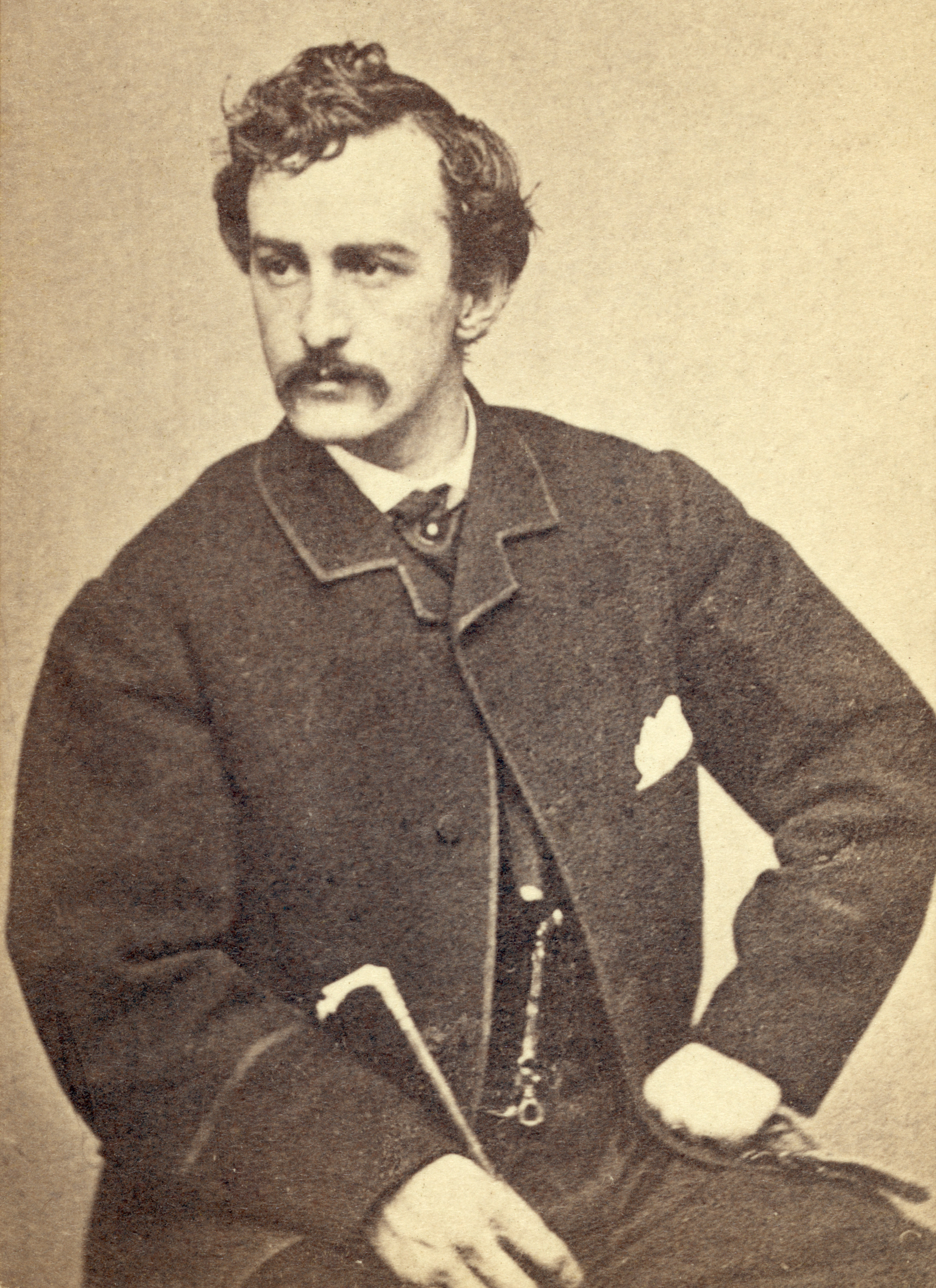
جون ويلكس بوث

في عام 1864، قرر يوليسيس جرانت القائد العام لجيوش الاتحاد إيقاف التبادل بين أسرى الحرب. بالرغم من قسوة القرار على جنود كلا الجانبين، فإن جرانت توصل إلى أن التبادل بين الأسرى يطيل أمد الحرب عن طريق إرجاع الجنود إلى الجنوب الذي كان الجانب الأقوى. أعدّ جون ويلكس بوث وهو جنوبي كونفدرالي خطة لاختطاف الرئيس وتسليمه إلى الجيش الكونفدرالي كرهينة حتى يقوم الشمال بإعادة تبادل الأسرى. جنّد بوث صامويل أرنولد وجورج أتزيريدت وديفيد هيرولد ومايكل أولافلن ولويس باول وجون سورات لمساعدته، انتقلت أم سورات واسمها ماري سورات من مطعمها في ماريلاند إلى منزل في واشنطن حيث كان بوث يتردد على منزلها.
كان بوث في أواخر سنة 1860 منضماً للتنظيم السري فرسان الدائرة الذهبية في مدينة بالتيمور. وحضر التقليد الثاني لأبراهام لينكون من دعوة من خطيبته بالسر لوسي هيل ابنة جون هيل الذي سيصبح قريباً سفيراً للولايات المتحدة بإسبانيا، كتب بوث لاحقاً في مذكراته: «ليتني كنت أتمنى قتل الرئيس في ذلك الوقت فقد كانت لدي فرصة رائعة لفعل هذا في يوم تنصيبه!»

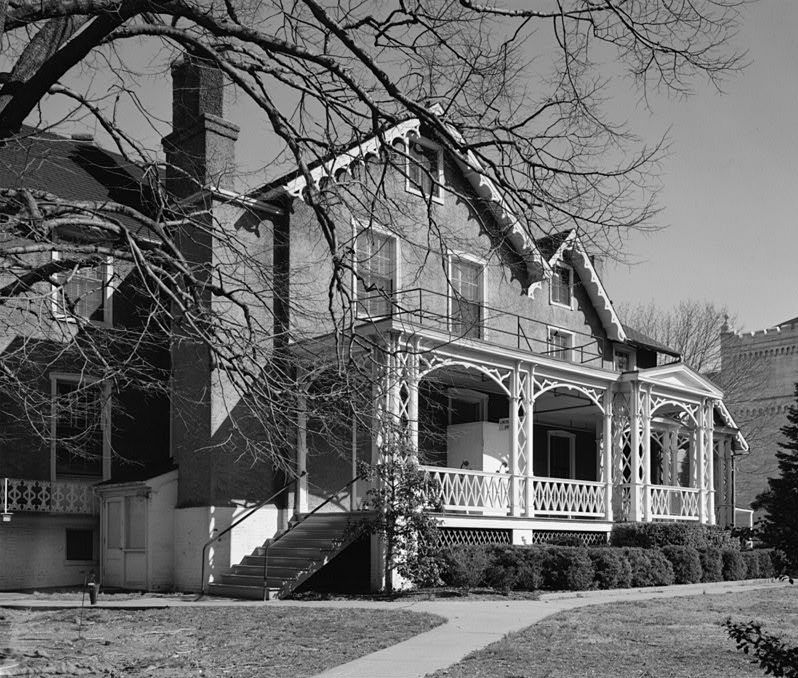
منزل المحاربين القدامى، حيث خطط بوث لإختطاف أبراهام لينكون

في 17 مارس 1865، أعلم بوث شركاءه أن لينكون سيحضر مسرحية لا تزال المياه تجري بعمق في مستشفى كامببيل العسكري، واجتمع معهم في مطعم في آخر المدينة معلماً إياهم أنه عليهم الالتحاق به على امتداد الطريق حتى يتمكنوا من اختطاف الرئيس في طريق عودته من المستشفى، لكن بوث اكتشف أن الرئيس لم يحضر المسرحية أبداً، فقد حضر بدلا من ذلك حفلا تشريفيّاً في الفندق الوطني حيث قدم ضباط مشاة إنديانا المئة رقم 142 الحاكم أوليفر مورتون مع علم معركة كونفدرالي مستولى عليه. وقد كان بوث يعيش آنذاك في الفندق الوطني وكان بمقدوره قتل الرئيس لو لم يكن ينتظره في المستشفى.
في تلك الأثناء، كانت الولايات الكونفدرالية تتهاوى، سقطت ريتشموند، فيرجينيا العاصة الكونفدرالية على يد الجيش الاتحادي في 3 أبريل، وفي 9 أبريل، استسلم جيش فيرجينيا الشمالية وهو الجيش الرئيسي للكونفدرالية لجيش بوتوماك. فهرب الرئيس الكونفدرالي جيفيرسون ديفيس وباقي حكومته بأقصى سرعة لديهم، وبالرغم من أن أغلب الجنوبيين قد فقدوا الأمل فإن بوث لم يفقد الإيمان بقضيته.
بتاريخ 11 أبريل 1865، أي بعد يومين من استسلام جيش لي لجيش جرانت، حضر بوث خطاباً في البيت الأبيض الذي دعم فيه لينكون فكرة منح الحقوق للعبيد السابقين، أثار هذا حفيظة بوث مما جعله يقرر اغتيال الرئيس، وقال:
| اغتيال أبراهام لينكون | هذا يخصّ مواطنتي، الآن، قسماً بالرب، سأقتله. هذا هو آخر خطاب سيخطبه. | اغتيال أبراهام لينكون |

## كابوس لينكون

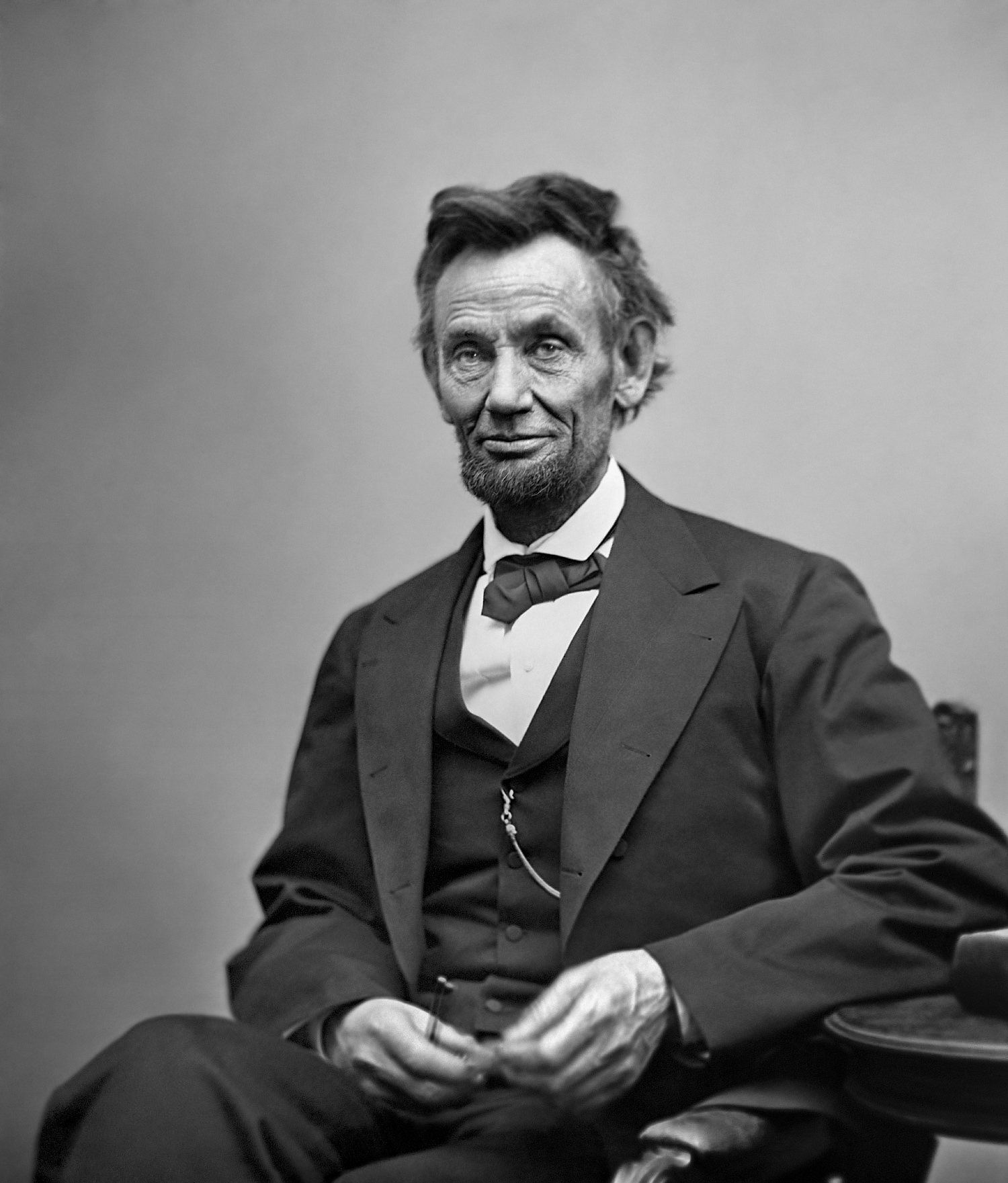
آخر صورة رسمية للرئيس أبراهام لينكون، التقطها الكسندر غاردنر بتاريخ 5 فبراير 1865.

وفقاً لصديق لينكون وكاتب سيرة حياته، فإنه قبل ثلاثة أيام من عملية الاغتيال، ذكر لينكون لصديقه عن حلم راوده، قائلا
| اغتيال أبراهام لينكون | قرابة عشرة أيام، خلدت للنوم متأخراً جداً، لقد كنت أنتظر برقيات من الجبهة، لقد دخلت في نوم عميق بسرعة لأنني كنت متعباً، ثم بدأت أحلم، كان هناك سكون طويل، ثم سمعت تنهدات ضعيفة، وكأن هنالك عدداً من الناس يبكون. اعتقدت أنني تركت سريري وتجولت في الطابق السفلي، كان هناك سكون تكسره بعض الصرخات، لكن الباكين لم يكونوا ظاهرين، لقد تفقدت كل غرفة، لم أجد شخصاً، لكن الصرخات كانت تشتدّ كلما مررت، رأيت ضوءاً في كل غرفة، كل شيء كان مألوفاً بالنسبة لي، لكن أين كل هؤلاء الذين كانوا يبكون وكأن قلوبهم ستتحطم؟ لقد كنت حائراً ومذعوراً، ما معنى كل هذا؟ كنت مصمماً على معرفة سبب أمورٍ غامضة جدّاً ومروِّعة، بقيت على هذه الحال حتى وصلت إلى الغرفة الشرقية ودخلتها، هناك وجدت مفاجأةً مقززة، كان أمامي نعش داخله جثة محاطة بملابس جنازة، وحول النعش جنود موضوعة كالحراس، وكان هناك تجمع من الناس مغطاة وجوههم يحدقون بشكل حزين على الجثة، وآخرون يبكون. "من الميت في البيت الأبيض؟" سألت أحد الجنود، "الرئيس، لقد اغتاله قاتل" كانت إجابته، بعدها بدأ الحشد في البكاء بصوت عال، مما أيقظني من حلمي، لم أعد للنوم في تلك الليلة، وعلى الرغم من أنه مجرد حلم فقد صرت منزعجاً بشكل غريب منذ ذلك الوقت. | اغتيال أبراهام لينكون |

في يوم مقتله، أخبر لينكون حارسه الشخص ويليام ه. كروك أنه كانت تراوده أحلام حول مقتله لثلاث ليالٍ متواصلة، نصح ويليام الرئيس ألا يذهب في تلك الليلة لمسرح فورد، لكن لينكون قال أنه قد وعد زوجته بأنهما سيذهبان. وعندما حان وقت ذهابه للمسرح، التفت لينكون لحارسه وقال له: «وداعاً، كروك.» وفقاً لكروك فقد كانت تلك أول مرة يقول له الرئيس هكذا لأن الأخير كان معتاداً على قول: «ليلةً سعيدة، كروك.»

## يوم الاغتيال

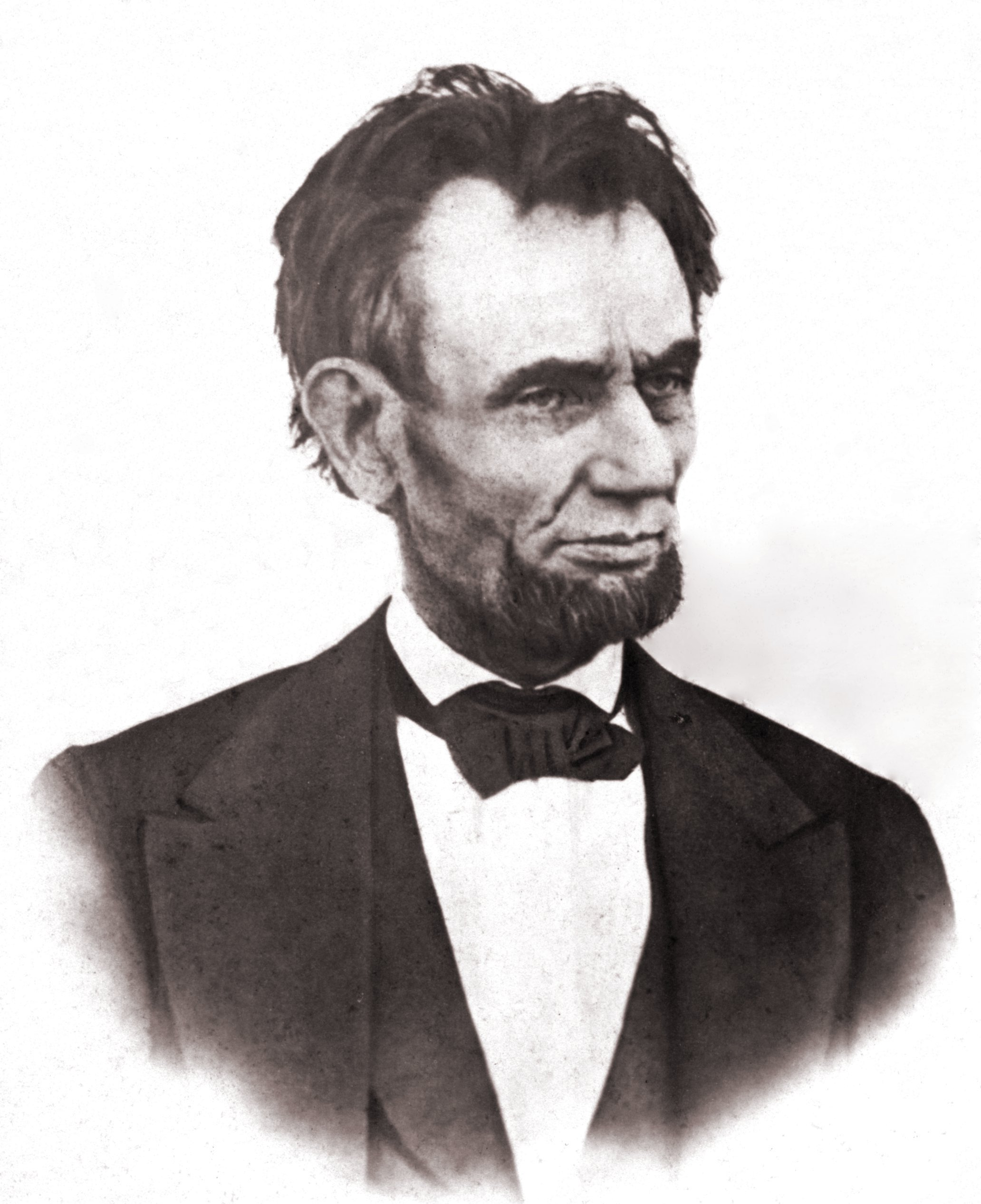
لينكون في شرفة البيت الأبيض بتاريخ 6 مارس 1865. هذه آخر صورة عالية الجودة معروفة له.

في 14 أبريل، استيقظ بوث في متنصف الليل، بينما هو مستلق على سريره في الفندق الوطني كتب لأمه أن كل شيء بخير، وأنه كان على عجالة، وكتب في مذكراته: «قضيتنا على وشك الضياع، شيء حاسم وعظيم يجب القيام به.»
ولأول مرة منذ مدة، بدأ لينكون صباحه بشكل جيد، قال وزير الخزانة الأمريكي هيو مكولوتش أنه في تلك الصبيحة: «لم أر السيد لينكون مرحاً وسعيداً هكذا أبداً.» الكل لاحظ الفرق، فالرئيس ظل لشهور شارداً وشاحب اللون، وقد أخبر بنفسه الناس كم هو سعيد. مما سبب في نفس زوجته بعض المخاوف، حيث كانت تؤمن بأن قول أشياء من هذا القبيل للناس شيء جالب للحظ السيء، لم يبد لينكون قلقاً حيال هذا.
في منتصف النهار تقريباً، بينما كان بوث في مسرح فورد ليأخذ بريده، علم من أخ جون فورد صاحب المسرح أن الرئيس والقائد العام سيقدمان للمسرح لمشاهدة مسرحية قريبنا الأمريكي تلك الليلة، اعتبر بوث أن هذه هي الفرصة المثالية له ليفعل شيئاً «حاسماً». وكان يعرف تصميم المسرح، باعتباره قدم عروضاً هناك مراتٍ عديدة، آخرها كان في الشهر الماضي.
وبعد علمه بهذا، ذهب بوث لمنزل ماري سورات الخشبي في العاصمة، طالباً منها أن تسلم طرداً إلى حانتها في ماريلاند، طلب منها أيضاً أن تخبر المستأجر الذي أقام هناك أن يجهز الأسلحة التي وضعها بوث هناك سابقاً ليأخذها لاحقاً. ماري قالت أنها امتثلت لطلبات بوث وسافرت برفقة لويس فايكمان صديق ابنها، هذا الفعل وامتثالها أدى إلى إعدامها بعد ثلاثة أشهر.
في الساعة السابعة مساءً ذاك اليوم، التقى بوث لقاءً أخيراً مع كل شركائه وعيّن مهمة كل واحد، خطّط بوث لقتل لينكون بمسدس ديرنجر ثم طعن جرانت بسكينه في مسرح فورد. وكانوا جميعاً على وفاق أن يضربوا بشكل متقارب بعد الساعة العاشرة في تلك الليلة. لم يكن جورج أتزيريدت يريد أن يتورط بالأمر، قائلا أنه انضم إليهم فقط لمهمة الاختطاف، لكن بوث قال له أنه وصل لمرحلة متقدمة فلا يمكنه الانسحاب الآن.

## بوث يطلق النار على الرئيس
خلافاً للمعلومات التي سمعها بوث، رفض القائد يوليسيس جرانت وزوجته جوليا الدعوة لمشاهدة المسرحية مع لينكون، لأن زوجة هذا الأخير وزوجة جرانت كانتا على خلاف، دُعِي عدة أشخاص آخرون لمرافقة الرئيس للمسرحية، حتى قبل أخيراً هنري راثبون وخطيبته الدعوة.

المقصورة الرئاسية التي جلس فيه أبراهام لينكون في مسرح فورد وموضع مقتله.

هناك دلائل تقترح أن بوث أو شريكه مايكل أولافلن (كانا متشابهين) تعقب جرانت وزوجته حتى محطة الاتحاد منتصف نهار ذلك اليوم وعلم أنهما لن يحضرا المسرح تلك الليلة، على ما يبدو، فإن مايكل أولافلن استقل نفس القطار الذي ركبه جرانت لفيلادلفيا حتى يقوم بقتله، وقد حدثت محاولة مزعومة لقتل جرانت، لكنها كانت غير ناجحة لأن السيارة الخاصة التي ركبها جرانت كانت محاطة بالحمالين.
وصلت حاشية لينكون متأخرة واستقرت في المقصورة الرئاسية والتي كانت عبارة عن مقصورتين انتزع الجدار الفاصل بينهما. المسرحية توقفت لمدة قصيرة وعزفت الأوركسترا أغنية «يحيى الرئيس» كما وقف الجمهور احتراماً للينكون، امتلأ مسرح فورد ب17.000 شخصاً. السيدة لينكون همست لزوجها الذي كان يمسك يديها قائلةً: «ما الذي ستظنه الآنسة هارس بتعلقي بك هكذا؟»، ردّ الرئيس قائلا: «لن تشك بشيء.» وكانت هذه آخر كلمات نطقها أبراهام لينكون.
كان من المقرر أن يحرس المقصورة شرطي اسمه جون فريدريك باركر والذي كان خياراً غريباً كحارس شخصي. أثناء فترة الاستراحة، ذهب باركر إلى حانة برفقة خادم لينكون وسائق عربته، ليس واضحاً إن كان رجع إلى المسرح، لكنه بالتأكيد لم يكن في موضعه عندما دخل بوث المقصورة. مع ذلك، حتى لو كان الشرطي حاضراً لما كان قد منع دخول بوث لأن شهرة هذا الأخير لن تدخل الشك في صفوف المشاهدين، الذي اعتُقد أنه جاء بناءً على دعوة الرئيس. الطبيب تشارلز برينرد تود وهو طبيب جراح من البحرية على متن سفينته عندما زاره الرئيس فيها بتاريخ 14 أبريل، وكان حاضراً أيضاً في مسرح فورد في ذلك الوقت وكتب في رواية شاهد عيان التالي:
| اغتيال أبراهام لينكون | قرابة الساعة 10:25 مساءً، جاء رجل وتحرك ببطء من جانب جدار المقصورة الرئاسية وسمعت رجلا يقول، "انظروا بوث موجود" وأدرت رأسي لأراه، كان ما زال يمشي ببطء شديد وكان قرب باب المقصورة ووقف هناك، ثم أخرج ورقة من جيبه وكتب عليها شيئاً وأعطاها للحاجب الذي أدخلها للمقصورة، في غضون دقيقة فُتح الباب ثم دخل بوث. | اغتيال أبراهام لينكون |

عند دخوله من الباب الأول لمدخل المقصورة الرئاسية، أغلق بوث الباب خلفه بعصا خشبيّة حيث وضعها بين الباب والجدار، ثم استدار ثم استرق النظر من خلال الثقب الذي حفره في الباب الثاني الذي يمكّن من الدخول إلى المقصورة الرئاسية.

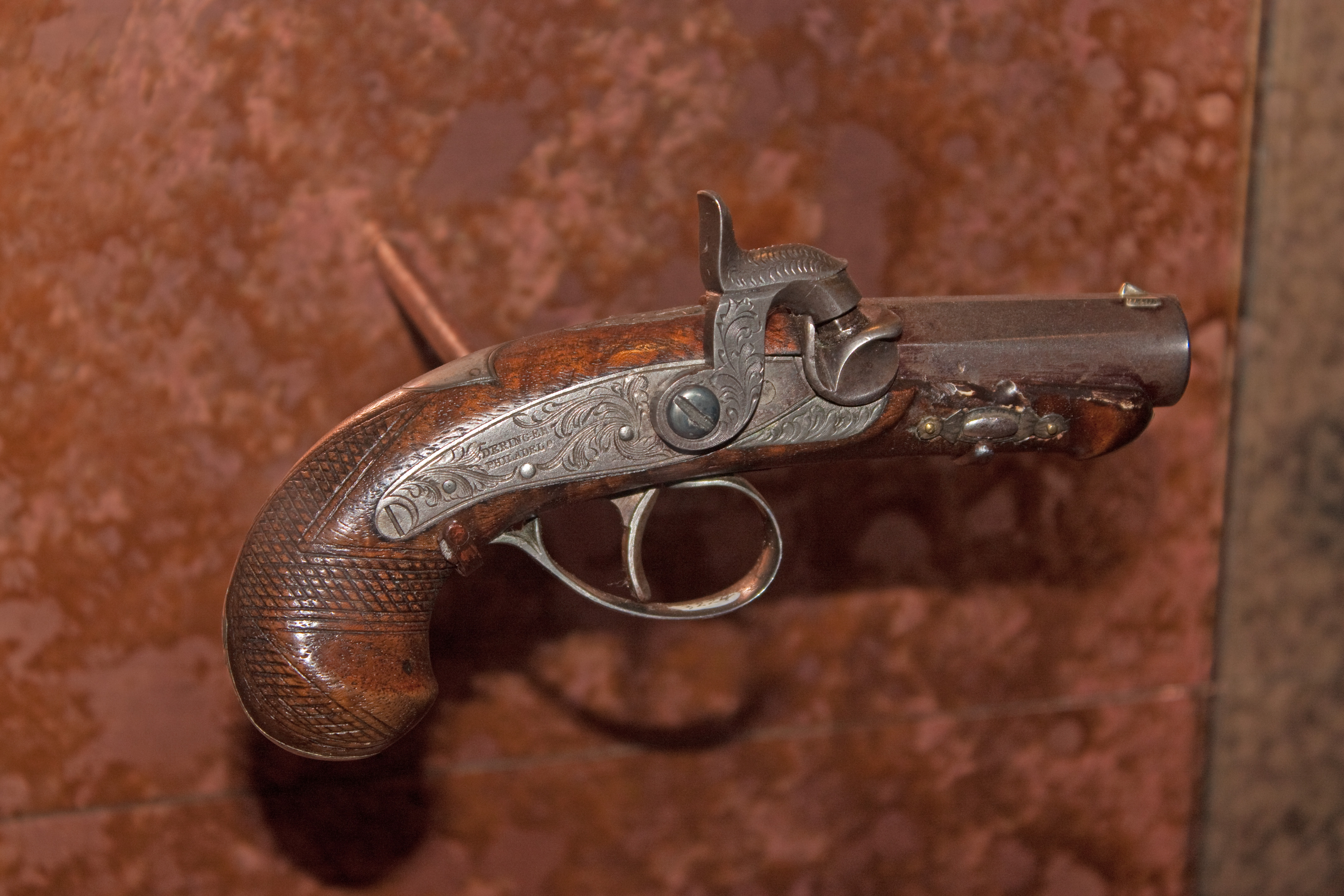
مسدس ديرنجر الذي استعمله بوث لقتل لينكون، موجود في المتحف الموجود في مسرح فورد.

انحنى لينكون إلى الأمام ونظر إلى الأسفل حيث بدا أنه تعرّف على شخص ما. كان بوث حافظاً للمسرحية عن ظهر قلب بالرغم من أنه لم يمثل فيها أبداً لذلك انتظر حتى تحين لحظة الممثل هاري هوك (الذي كان له الدور الرئيسي في المسرحية) ويعتلي المسرح في مشهد يعد الأطرف في المسرحية كلها، كان بوث يأمل أن يغطي صوت الجمهور على صوت الطّلق الناري، وهذا ما حدث فبعد أن أطلق الجمهور ضحكات عالية على نكت الممثل هاري هوك، دخل بوث المقصورة ثم أطلق النار على أبراهام لينكون على رأسه من مسافة قريبة. انخفض لينكون في كرسيه حتى أمسكته زوجته ثم صرخت بعد أن أدركت ما حدث.
بعد أن سمع الرائد راثبون صوت الطلق الناري قفز بسرعة من كرسيه محاولا منع بوث من الهرب، لكن هذا الأخير أخرج سكيناً وطعن به الرائد راثبون بشكل عنيف في ساعده الأيسر، لكن راثبون نهض بسرعة وحاول مرة أخرى منع بوث من القفز من عتبة المقصورة لكنه هاجمه مرة أخرى وقفز حتى وصل أرض المسرح وسقط على قدمه اليسرى بشكل غريب ثم اسكتمل طريقه بالرغم من إصابته ثم عبر أرضية المسرح مما جعل الجمهور يظن أنه جزء من العرض، أمسك بوث سكينه المدمى فوق رأسه ثم صرخ «الجنوب انتقم!».
بكاء كلارا هارس وزوجة لينكون بالإضافة إلى صرخات راثبون «أوقفوا ذاك الرجل!» جعلت الجمهور يدرك أن أفعال بوث لم تكن جزءاً من المسرحية ثم توقف الهرج والمرح تماماً. هرب بوث من المسرح قبل أن يستطيع أحد مهاجمته وهرب من الباب الجانبي ليركب الحصان الذي كان في انتظاره هناك، طارده بعض الرجال من الجمهور لكنهم لم يفلحوا في الإمساك به، ضرب بوث الرجل الذي كان يحرس الحصان في جبهته بمقبض سكينه ثم هرب ممتطياً الحصان.

## وفاة الرئيس لينكون
كان في المسرحية طبيب جراح شاب يحضر المسرحية اسمه شارلز ليل، حاول هذا الأخير الوصول إلى المقصورة الرئاسية لكنه لم يستطع فتح الباب فرآه راثبون وفتح له الباب حيث نزع العصا الخشبية التي وضعها بوث.
دخل ليل المقصورة ليجد راثبون نازفاً بغزارة بسبب جرح بليغ في صدره، لكنه تخطاه وتوجه إلى لينكون الذي وجده منهاراً على كرسيه، وكانت زوجته ممسكة به باكيةً وغير قادرة على السيطرة على نفسها، اكتشف ليل أن أبراهام أصبح مشلولا ويتنفس بصعوبة، فوضعه على الأرض لأنه اعتقد أنه مطعون بالسكين في كتفه، طبيب ثانٍ اسمه تشارلز سابين تافت وصل بصعوبة للمقصورة الرئاسية. الطبيب تشارلز برينرد تود وضح أنه لم يستطع الوصول للمقصورة قائلا:«لقد حاولت الوصول إلى المقصورة، لكن لم أستطع، لقد تعالى الصراخ 'الرئيس تم اغتياله'، مشهد لم أره من قبل.»
نزع الطبيبان ليل وتافت ملابس لينكون الملطّخة بالدماء، واكتشف ليل الطلق الناري في مؤخرة رأس لينكون فحاول نزعها لكنها كانت عميقة جداً فقام بإزاحة تجلطات الدماء بدلا من ذلك، هكذا تحسن نفس لينكون. علم ليل أنه إن استمرّ في إزاحة تجلطات الدماء سيحسن هذا التنفس أكثر فأكثر، ليكتشف بعدها أن الرصاصة اخترقت جمجمة لينكون وكسرت جزءاً منها على نحو خطير حتى وصلت الجانب الأيسر من دماغه فوق عينه اليمنى تماماً. ثم أعلن أن ما سيفعله لن يشكل أي فارق: «جرحه قاتل، من المستحيل أن يُشفى.»
قال تشارلز تود أنه بعد انتشار الأخبار في الشارع:«الجنود، الشرطة، البحّارة بدؤوا يبحثون في كل الإتجاهات لكن القاتل كان قد رحل، أحد الضباط ناولني ملحوظةً وأمرني بأن أوصلها لأقرب مكتب تلغراف وإرسالها، ذهبت بأقصى سرعة لدي وفي غضون دقائق انتشرت الأخبار الحزينة حول البلد.»

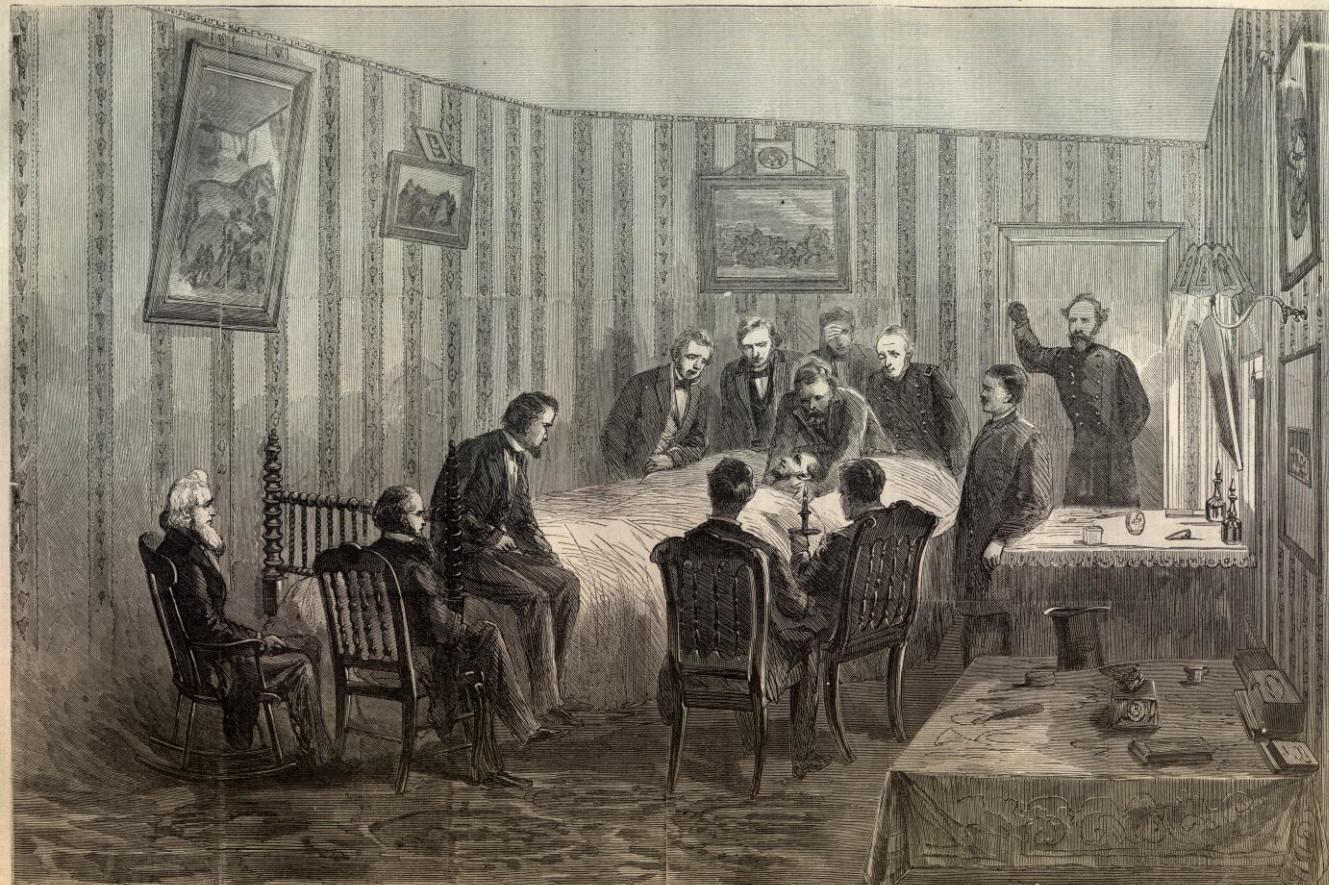
أبراهام لينكون على فراش الموت.

تشاور الطبيبان مع طبيب ثالث وقرروا أن الرئيس يجب نقله، كان من المستحيل أن يتم نقله عبر الطريق الوعرة حتى البيت الأبيض، فقرروا أخذه إلى بيت قريب من المسرح، حمله الأطباء الثلاثة مع مجموعة من الجنود قبالة الشارع حتى صرخ أحد الناس:«أحضروه إلى هنا، أحضروه إلى هنا!»، حمل الرجال لينكون حتى غرفة النوم في الطابق الأول حيث وضعوه على السرير بشكل انحرافي لأنه طول قامته لم تسمح بوضعه على السرير بشكل طبيعي.
توفي لينكون بسبب جرح الرصاصة في دماغه بتاريخ 15 أبريل 1865 بتوقيت 7.22 صباحاً، عن عمر ناهز 56 سنةً، لم تكن زوجته ماري لينكون حاضرةً أثناء وفاته ولا أولادها.[بحاجة لمصدر] بعد أن صلى الحشد حوله وانتهوا، قال إدوين إم. ستاتون: «الآن هو مع...» ويختلف بعض المؤرخين عما قال، فالبعض يقول أنه قال «الأزمنة» بينما يعتقد آخرون أنه قال «الملائكة» استدعي المصور الطبي هيرمان فابر للغرفة بعد أن تمت إزالة جسد لينكون حتى يتمكن فابر من توثيق المشهد بصريا.
بالرغم من اختلاف الخبراء فإن علاج الطبيب ليل كان جيداً في ذلك الوقت. تم تشريفه لجهوده في محاولة إنقاذ الرئيس أثناء مراسم الجنازة.

## مصير بوث وشركائه
حاول بوث الهرب مع شركائه ولكنه ظل مطاردًا من قبل السلطات الفيدرالية، وقُبض عليه وقُتل بعد مرور 12 يومًا فقط على الجريمة حيث حوصر على يد رجال الجيش الاتحادي في أحد حقول التبغ، الذي اندلعت فيه نيران أحدثها الجيش، وهنا حاول بوث الخروج والهرب، فأطلق عليه النار وأُصيب في عنقه، وفارق الحياة في السادس والعشرين من شهر أبريل 1865.
تم القبض على المشتبه بهم الذين كانوا على علاقة باغتيال الرئيس أو كان لهم أدنى اتصال مع بوث أو أحد شركائه، ثم تم إطلاق سراحهم جميعًا ما عدا ثمانية سجناء (سبعة رجال وامرأة) هم شركاء بوث بالإضافة إلى رجل اسمه ادموند سبانجلر وماري سورات. وتمت محاكمتهم عن طريق القضاء العسكري بأمر من أندرو جونسون بتاريخ 1 مايو 1865، ودامت المحاكمة قرابة سبعة أسابيع.

أُعدِم جون سورات ولويس باول وجورج أتزيريدت شنقًا بتاريخ 7 يوليو 1865، وذلك تحت إشراف ضابط الاتحاد وينفيلد سكوت هانكوك. وكانت ماري سورات أول امرأة تُعدَم من قبل حكومة الولايات المتحدة. بينما توفي مايكل أولافلن في السجن جراء إصابته بالحمى صفراء في 1867. وتم العفو عن صامويل أرنولد وصامويل ماد وادموند سبانجلر في فبراير 1869 من قبل الرئيس جونسون، وظل هذا الأخير متمسكًا بأنه لم تكن له أي صلة بالمؤامرة حتى وفاته في 1875.

## وصلات خارجية
- الوثيقة الأصلية التي أصدرها الطبيب الذي أعلن وفاة أبرهام لينكون موقع مؤسسة شيبل
- الرد الأول للدكتور شارل ليل عن الوفاة
- Lincoln Papers: مقدمة عن اغتيال لينكون
- الأوراق الرسمية لقضية اغتيال لينكون